# 더 포레스트 콘텐츠그룹
더 포레스트 콘텐츠그룹(영어: The Forest Contents Group)은 작곡가 출신의 오봉준(예명 오준성)이 설립한 대한민국의 연예기획사이다. 본사는 서울특별시 서대문구 연희로 147에 있다. 연예 매니지먼트, 음반 사업을 주력으로 하며, TV프로그램 제작 등으로 사업 영역을 넓히고 있다. 장루이, K4(김현민, 오주주, 류필립, 조준), 신사(손대희, 김명섭), 신민철 등 다수의 가수들이 소속되어 있다. 

## 소속 연예인
| 소속 연예인 | 직업 | 구성원                       | 리더   | 데뷔   | 이전 구성원 |  |
| ----------- | ---- | ---------------------------- | ------ | ------ | ----------- |  |
| 장루이      | 가수 | -                            | -      | 2019년 | 2019년      |  |
| K4          | 가수 | 김현민, 오주주, 류필립, 조준 | 김현민 | 2022년 | -           |  |
| 신사        | 가수 | 손대희, 김명섭               | 손대희 | 2023년 | -           |  |
| 신민철      | 가수 | -                            | -      | 2019년 | -           |  |

## 소속 프로듀서
| 소속 프로듀서 | 직업             | 데뷔   |
| ------------- | ---------------- | ------ |
| 오준성        | 작곡가, 프로듀서 | 1998년 |

## 연도별 배출 아티스트 (가수)
| 연도                                                  | 아티스트   | 형태         | 구성원                         | 데뷔연도 | 응원봉 색 | 팬클럽 | 리더   |
| ----------------------------------------------------- | ---------- | ------------ | ------------------------------ | -------- | --------- | ------ | ------ |
| 군 엔터테인먼트 (군스튜디오/포레스트 콘텐츠그룹 전신) |            |              |                                |          |           |        |        |
| 2000                                                  | 채나리     | 솔로         | -                              | 2000     | 없음      | 없음   | 없음   |
| 포레스트네트워크                                      |            |              |                                |          |           |        |        |
| 2017                                                  | 세븐어클락 | 그룹 (5인조) | 한겸, 장루이, 앤디, 태영, 이솔 | 2017     | 없음      | 없음   | 한겸   |
| 2022                                                  | K4         | 그룹 (4인조) | 김현민, 오주주, 류필립, 조준   | 2022     | 없음      | 없음   | 김현민 |
| 2023                                                  | 신사       | 그룹 (2인조) | 손대희, 김명섭                 | 2023     | 없음      | 없음   | 손대희 |
| 2023                                                  | 신민철     | 솔로         | -                              | 2023     | 없음      | 없음   | 없음   |

## 콘서트
- 2010 오준성 드라마콘서트
- 2012 오준성 드라마콘서트
- 2013 오준성 드라마콘서트
- 2016 오준성 드라마콘서트
- 이미자 특별감사콘서트

## 로고

현재까지 지속적으로 사용되는 로고현재까지 지속적으로 사용되는 로고

## 같이 보기
- 대한민국의 아이돌 그룹 목록
- 한류 (문화)